# Fotostereoskopia

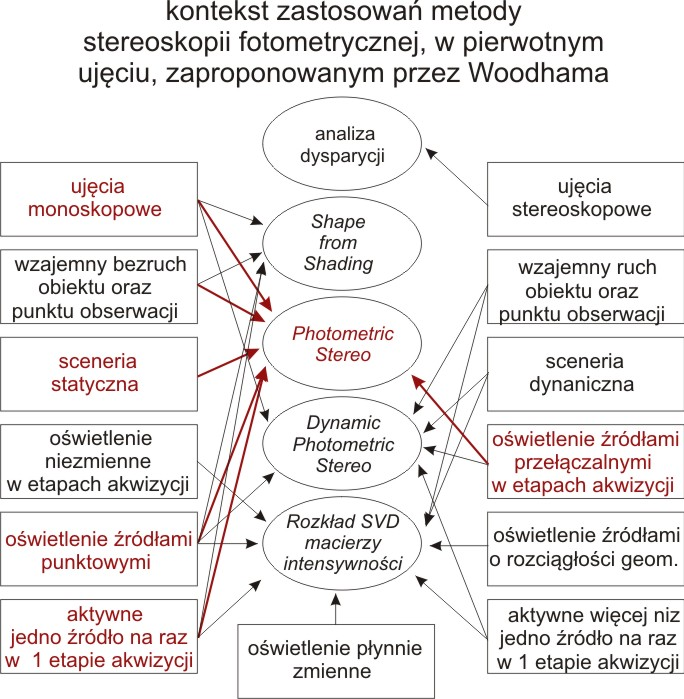
Kontekst zastosowań metody stereoskopii fotometrycznej, ze względu na zastosowanie określonych źródeł światła, charakteru występującej scenerii czy wzajemnego ruchu, lub bezruchu punktu obserwacji, przedmiotu obserwacji oraz źródeł światła

Fotostereoskopia (ang. photometric stereo – w rozwinięciu określana również jako stereoskopia fotometryczna) – metoda wykorzystywana w postrzeganiu komputerowym w zdalnym, bezstykowym, nieinwazyjnym badaniu powierzchni obiektów rzeczywistych. Stosowana jest w celu oceny pola wektorów normalnych do powierzchni przedmiotu pozostającego w obserwacji, przy zmiennych (z kroku na krok akwizycji szeregu obrazów 2D intensywności luminancji) warunkach kontrolowanego oświetlenia. W rezultacie, zawartość pola wektorów normalnych do powierzchni badanej, poddana całkowaniu, umożliwia w teorii uzyskanie informacji o wysokościach punktów na rekonstruowanej powierzchni.
Pod względem całości zabiegów i czynności metoda stereoskopii fotometrycznej wymaga trzech zasadniczych etapów:
- etap akwizycji danych szeregu obrazów 2D intensywności luminancji, realizowany z krok na krok tego etapu akwizycji – poprzez akwizycję, w danym kroku, pojedynczego obrazu 2D z jednoczesną uprzednią aktywacją jednego naraz określonego źródła światła, spośród zbioru co najmniej trzech źródeł światła a zamontowanych fizycznie zazwyczaj w pewnym układzie oświetleniowym, wykorzystywanym w fotostereoskopii,
- etap wyznaczania współczynnika odbić matowych światła {\displaystyle \rho } oraz zawartości wektorowego pola gradientu {\displaystyle p,q,}
- etap całkowania zawartości wektorowego pola gradientu {\displaystyle p,q} skutkującego finalnym otrzymaniem zrekonstruowanej powierzchni 3D.

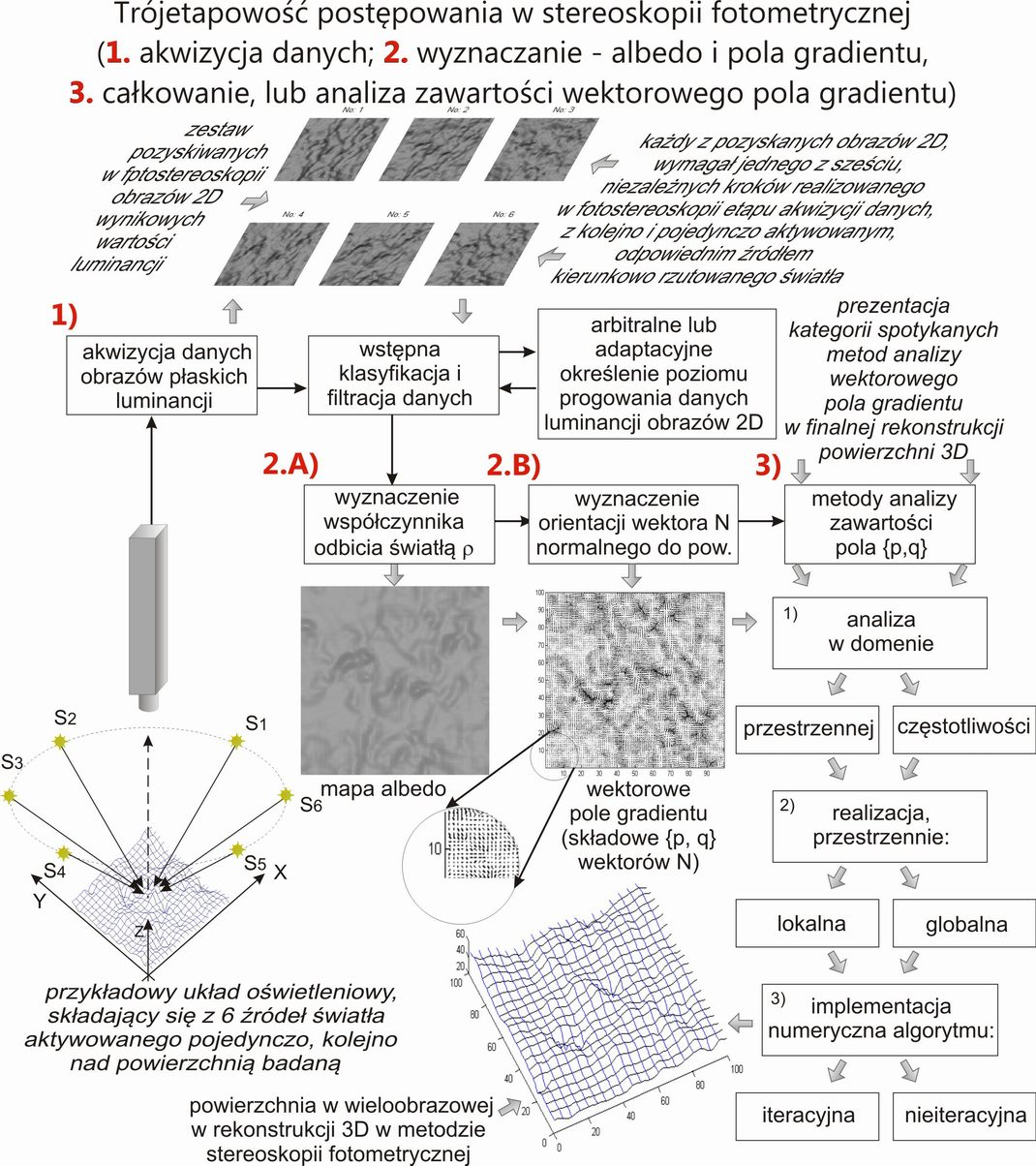
Schemat blokowy ilustrujący występowanie podstawowych etapów przetwarzania danych zbioru pozyskiwanych obrazów płaskich (obrazów 2D) intensywności luminancji w stereoskopii fotometrycznej

Metoda stereoskopii fotometrycznej, pomimo istnienia podstaw teoretycznych odnośnie do podstawowego równania luminancji (w modelowaniu odbić matowych światła od badanej powierzchni 3D) już od nieco ponad dwóch i pół wieku, w praktyce, jako prężnie rozwijająca się dziedzina postrzegania komputerowego, w tym metod rekonstrukcji 3D powierzchni badań w ich obserwacjach, znana jest zaledwie od niecałych czterech dekad lat.

## Wymogi podstawowe, zbiór założeń, stosowanych w metodach fotostereoskopii
Źródłem istotnej informacji o zarysie 3D rekonstruowanej powierzchni są zmiany wynikowych intensywności luminancji dla każdej z osobna rozpatrywanej na powierzchni badanej lokalizacji {\displaystyle (x,y)} – w porównaniach ich wartości z jednego obrazu 2D na kolejny obraz 2D, w zbiorze pozyskiwanych obrazów 2D.
W klasycznym ujęciu stereoskopii fotometrycznej, zaproponowanej przez Roberta J. Woodhama, zbiorem danych wejściowych był zestaw trzech obrazów płaskich (w skrócie obrazów 2D), pozyskiwanych odpowiednio, przy aktywacji, kolejno i pojedynczo nad powierzchnią badaną – trzech, punktowych w założeniach źródeł światła.
Punktowy charakter zastosowanych źródeł światła, w praktyce zazwyczaj oznacza – brak istotnej rozciągłości geometrycznej tych źródeł, względem:
- rozmiarów wycinka powierzchni badanej,
- odległości umiejscowienia tych źródeł nad powierzchnią badaną, od wybranego wycinka powierzchni badanej.

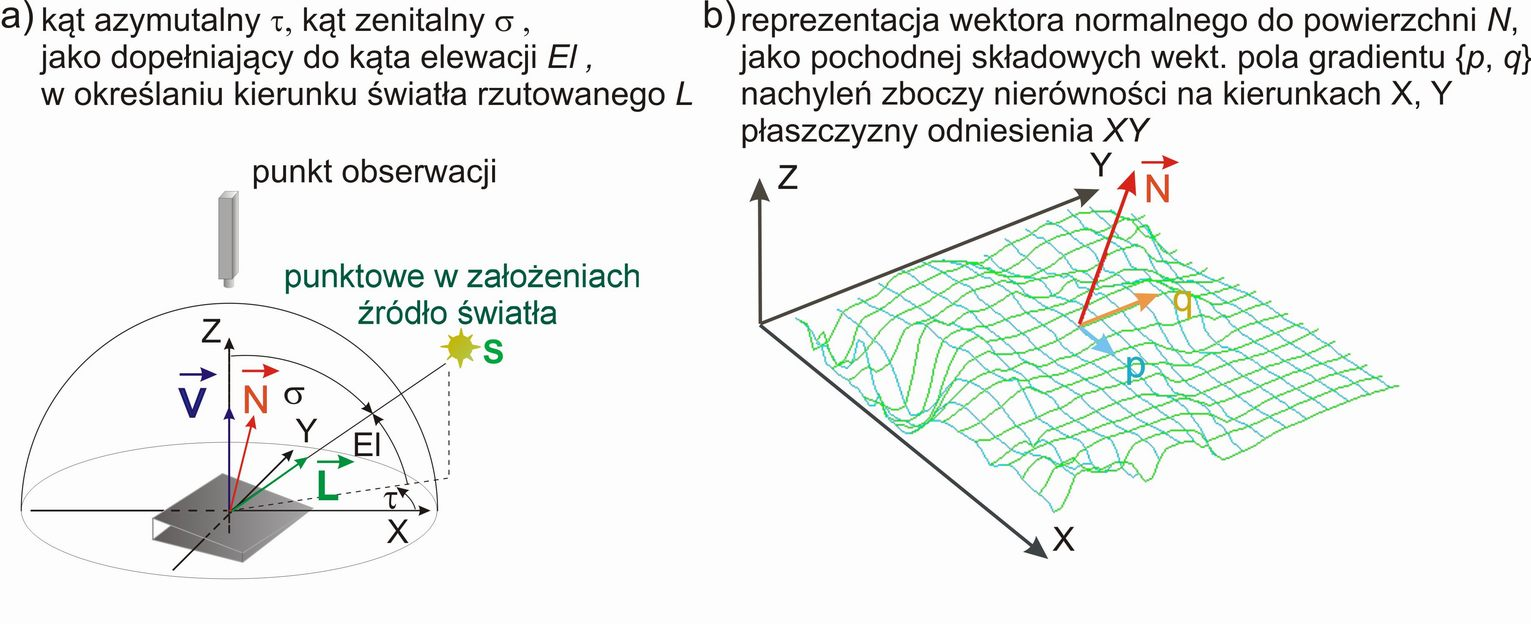
Przedstawienie po lewej: geometrii kątów: oraz orientacji wektorów – normalnego do powierzchni rzutowania promieni światła – kierunku obserwacji – po prawej: zasada określania składowych wektora normalnego do powierzchni, w oparciu od dwie składowe {p, q} wektorowego pola gradientu

Uwzględniając powyższe dwa wymogi, otrzymuje się zgrubną równoległość wiązki rzutowanych promieni światła, dla każdego spośród aktywowanych źródeł.
Algorytm metody stereoskopii fotometrycznej oparty jest na pewnej zależności matematycznej, według której modeluje się ilość (intensywność) światła odbitego od powierzchni w jej obserwacji. Co prawda, w układzie jednostek np. SI nie można znaleźć odpowiedniości wprost – pomiędzy intensywnością strumienia światła odbitego od powierzchni badanej, a wynikową intensywnością luminancji na pozyskiwanym obrazie 2D. Jednakże tutaj, na użytek uproszczonych rozważań dotyczących założeń fotostereoskopii, intensywność strumienia światła odbitego od powierzchni badanej – do pewnego stopnia będzie używana wymiennie w stosowanych pojęciach z – wynikową intensywnością luminancji na pozyskiwanym obrazie 2D.
Intensywność {\displaystyle I} strumienia światła odbitego od powierzchni badanej, w każdym rozważanym na bieżąco punkcie {\displaystyle (x,y)} obrazu 2D, uzależnia się, w modelowaniu matowego charakteru odbić światła rzutowanego, od:
- lokalnej orientacji wektora normalnego {\displaystyle [N]_{3x1}={\frac {[p;q;1]^{T}}{\sqrt {1+p^{2}+q^{2}}}}} do tej powierzchni względem kierunku padającego na nią światła,
- ułożenia w przestrzeni 3D punktu obserwacji (w klasycznej fotostereoskopii – {\displaystyle V=[0;0;1]^{T},}
- parametru kierunkowego rzutowanego światła {\displaystyle [L]_{1x3}=[lx,ly,lz],}
- dodatkowo – od współczynnika odbić matowych światła {\displaystyle \rho .}

a samą intensywność {\displaystyle I} strumienia światła odbitego od powierzchni badanej modeluje się stosując prawo odbić matowych Lamberta:
{\displaystyle I=\rho \cdot {\overrightarrow {L}}\cdot {\overrightarrow {N}}=\rho \cdot [L]_{1x3}\cdot [N]_{3x1},}
{\displaystyle I=\rho \cdot [L]_{1x3}\cdot [N]_{3x1}=\rho \cdot [lx,ly,lz]\cdot {\frac {[p;q;1]^{T}}{\sqrt {1+p^{2}+q^{2}}}}.}
Natomiast, przy nieco odmiennej reprezentacji parametrów kierunkowych rzutowanego światła:
{\displaystyle {\overrightarrow {L}}=[L]_{1x3}=[\cos(\tau )\sin(\sigma ),\sin(\tau )\sin(\sigma ),\cos(\sigma )],}
{\displaystyle I=\rho \cdot [\cos(\tau )\sin(\sigma ),\sin(\tau )\sin(\sigma ),\cos(\sigma )]\cdot {\frac {[p;q;1]^{T}}{\sqrt {1+p^{2}+q^{2}}}}}
oraz ostatecznie:
{\displaystyle I=\rho \cdot {\frac {\cos(\tau )\sin(\sigma )\cdot p+\sin(\tau )\sin(\sigma )\cdot q+\cos(\sigma )}{\sqrt {1+p^{2}+q^{2}}}},}
gdzie:
- {\displaystyle p,q} – składowe wektorowego pola gradientu,
- {\displaystyle [lx,ly,lz]} – 3 składowe parametru kierunkowego rzutowanego światła,
- {\displaystyle \tau } – odpowiednio kąt tożsamy z kątem azymutu,
- {\displaystyle \sigma } – kąt dopełniający do kąta rzutowania promieni światła.

Zazwyczaj, przyjmuje się założenie, co do ortogonalno-graficznej rejestracji obrazu wycinka powierzchni badanej w zawartości obrazu 2D a sam punkt obserwacji nad powierzchnią badaną, zapewnia kierunek obserwacji zorientowany prostopadle do powierzchni badanej, czy też mówiąc w rozwinięciu – prostopadle do płaszczyzny odniesienia {\displaystyle XY} powierzchni badanej. Ponadto ortogonalno-graficzna rejestracja obrazu zapewnia zachowanie prostopadłości kierunków w dowolnym punkcie na rejestrowanym obrazie 2D, względem adekwatnej prostopadłości kierunków w punkcie znajdującym się odpowiednio na płaszczyźnie odniesienia {\displaystyle XY} dla rzeczywistej powierzchni będącej w obserwacji.
Poprzez pomiar natężenia światła odbitego od powierzchni obserwowanej, a odbitego tylko i wyłącznie w kierunku pojedynczego i nieruchomego punktu obserwacji (obiektywu kamery) przestrzeń możliwych stanów orientacji w przestrzeni 3D wektorów normalnych do badanej powierzchni 3D zostaje znacząco ograniczona.

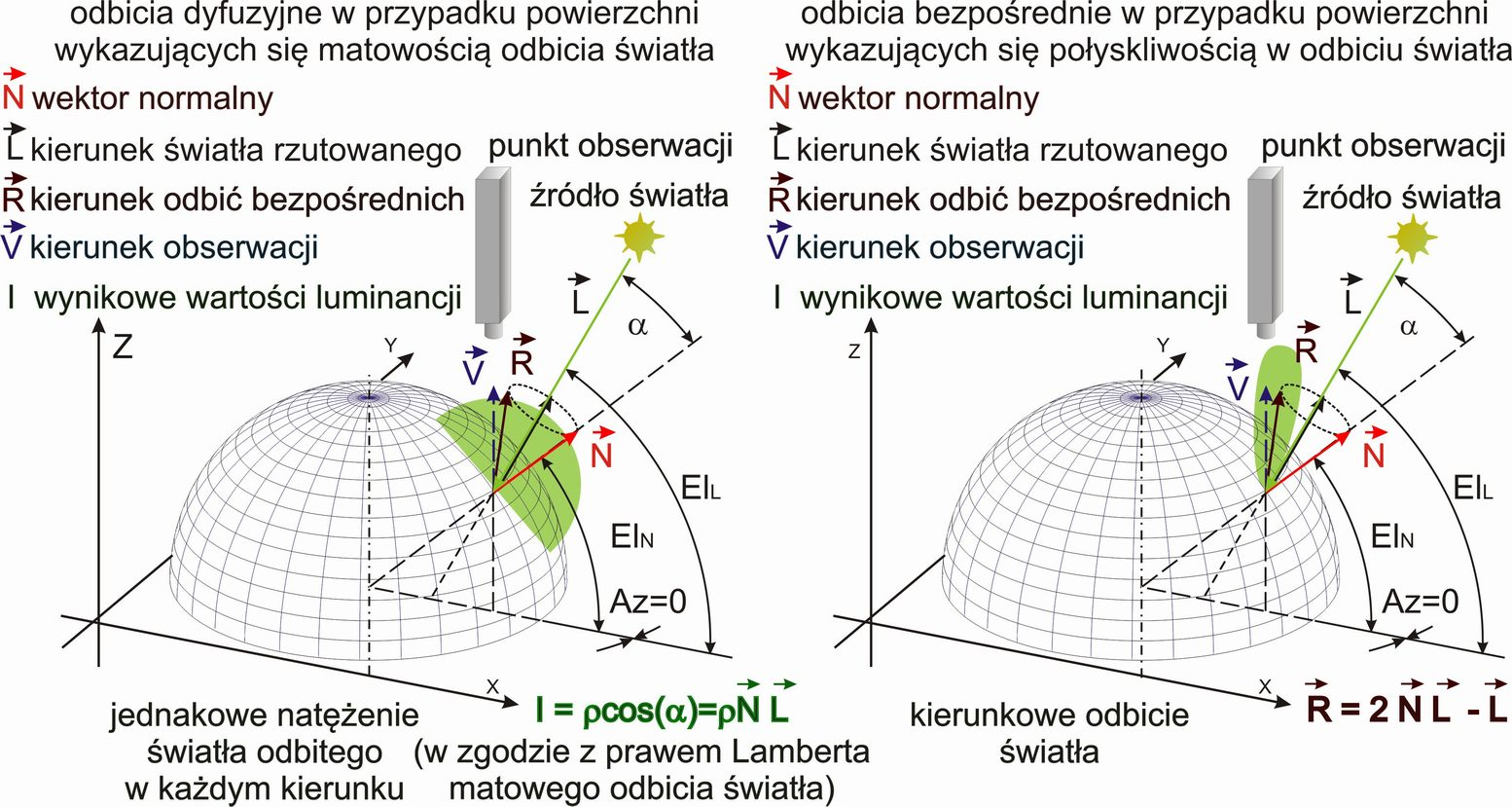
Poglądowe przedstawienie, po lewej mechanizmu powstawania odbić matowych od badanej powierzchni 3D, po prawej: mechanizmu powstawania odbić bezpośrednich (o połyskliwym, lub lustrzanym charakterze odbić światła)

Teoretycznie, w wielu, często przyjmowanych schematach obserwacji powierzchni 3D – przestrzeń możliwych rozwiązań w fotostereoskopii zostaje ograniczona do jednoznacznego rozwiązania.
Innymi słowy, teoretycznie, mając zadaną wystarczającą ilość źródeł światła rzutowanego kierunkowo na powierzchnię badaną a skierowanego w różnych kierunków, lokalne orientacje wektorów normalnych do powierzchni badanej mogą zostać sprowadzone do zadania ściśle określonego. Jednak nieczęsto, teoretycznie zadanie wyznaczania pola wektorów normalnych do powierzchni badanej, celowo sprowadza się do zadania nadokreślonego, to znaczy z udziałem liczby źródeł światła znacznie przekraczającej liczbę trzech źródeł klasycznego ujęcia stereoskopii fotometrycznej, zaproponowanej pierwotnie przez Woodhama.

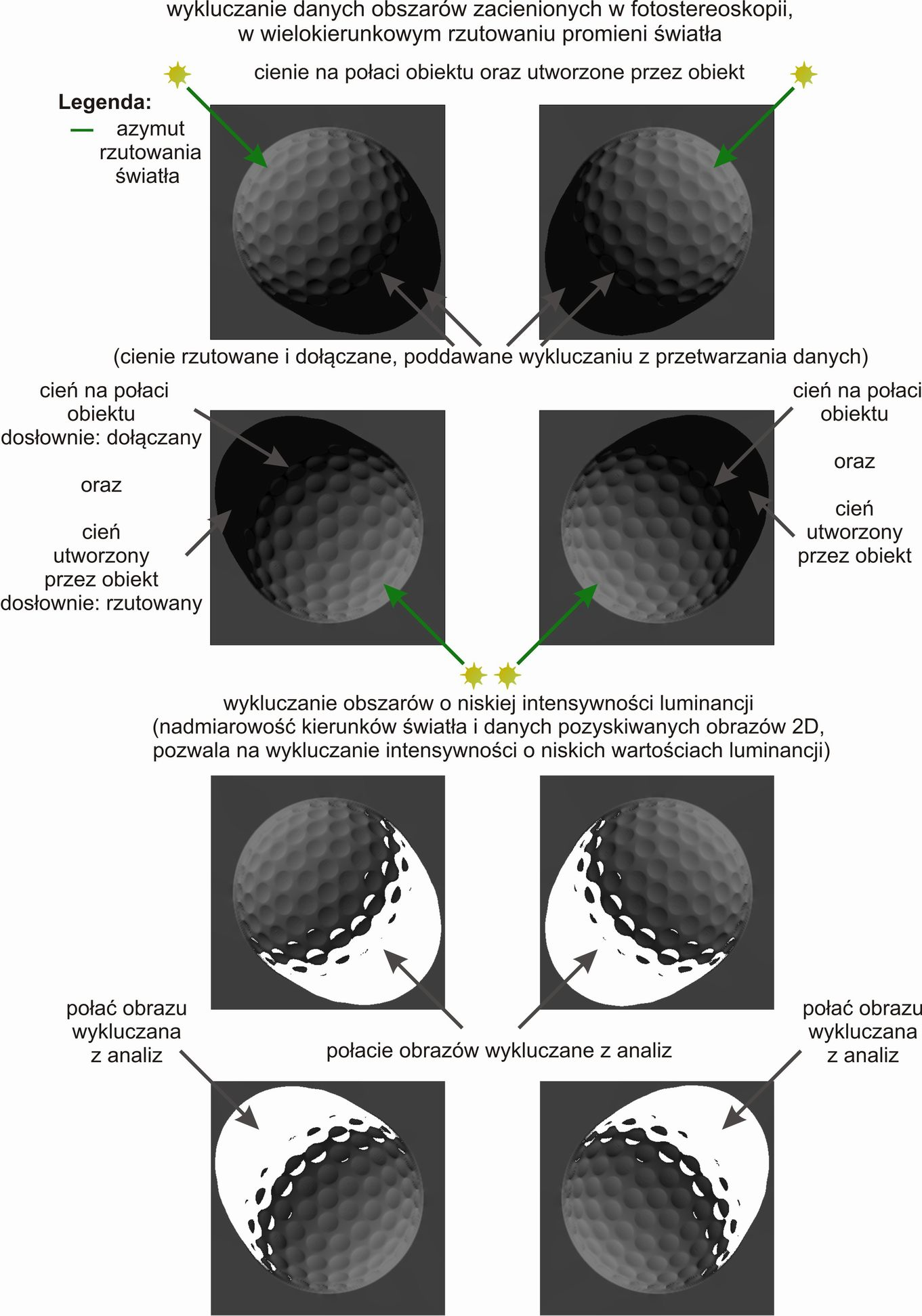
Ilustracja obszarów poddawanych wykluczaniu, jako tych, w wynikowych intensywnościach luminancji, zidentyfikowanych jako te, które wynikły wskutek lokalnego wystąpienia rozjaśnień i przejaskrawień na powierzchni 3D (to jest odbić bezpośrednich), albo jako te, które wynikły wskutek wystąpienia cieni rzutowanych oraz dołączanych

Ma to na celu niwelację niekorzystnego wpływu lokalnych ubytków informacji istotnej w wyznaczaniu zawartości pola wektorów normalnych do powierzchni badanej, przy występowaniu, albo istotnych odstępstw od matowego charakteru odbić od powierzchni badanej, albo braku jakiekolwiek informacji wejściowej. W pierwszym przypadku to lokalne wystąpienia przejaskrawień, rozświetleń, czy też również prześwietleń w strumieniu światła odbitego od powierzchni, wynikłych wskutek na przykład wystąpień odbić bezpośrednich światła może być źródłem zakłóceń informacji istotnej dla przebiegu procesu rekonstrukcji 3D powierzchni w fotostereoskopii.

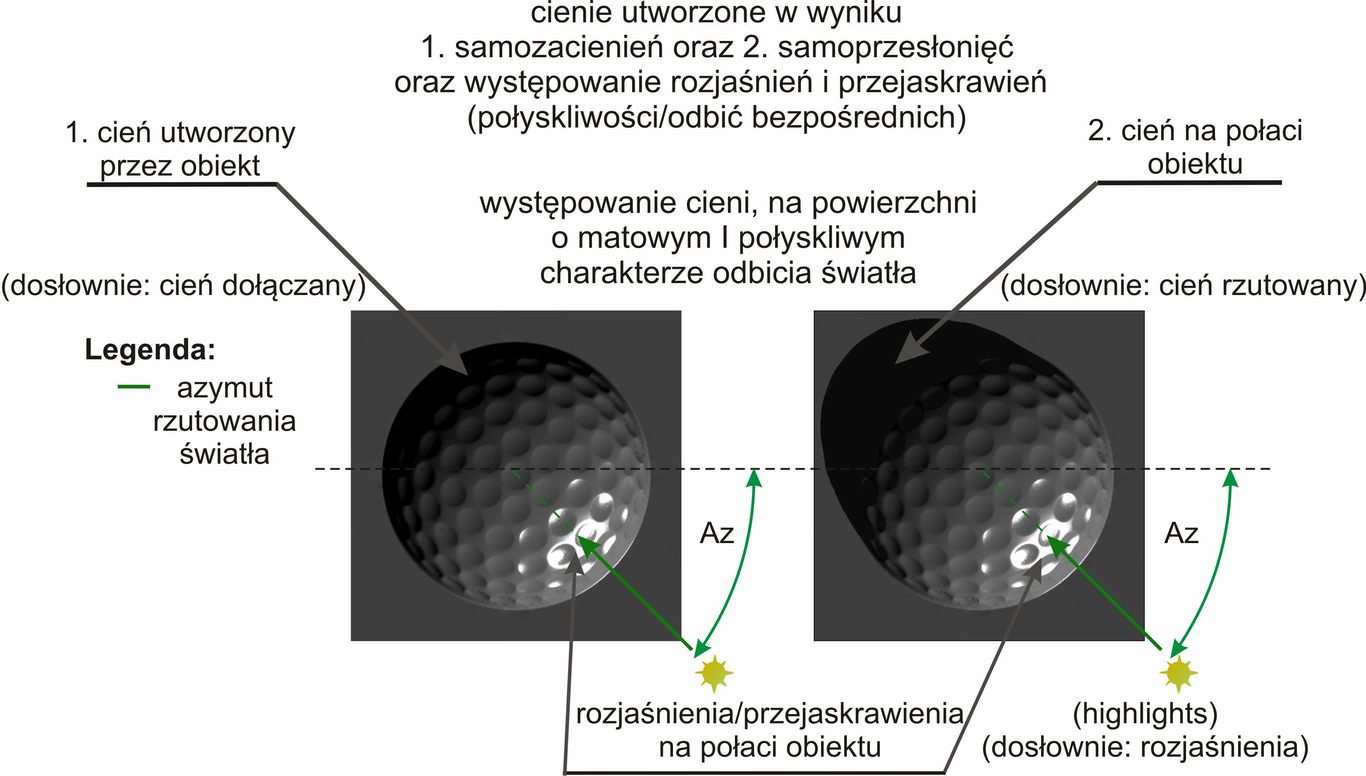
Ilustracja jednoczesnego występowania: cieni rzutowanych, jako cieni występujących w sąsiedztwie nierówności rzutującej cień wskutek samo-przesłonięcia, ponadto – cieni dołączanych, jako cieni występujących na połaci nierówności, wskutek samo-zacienienia, przy jednoczesnym występowaniu mieszanych właściwości odbicia światła od badanej powierzchni 3D (o łącznym matowo-połyskliwym charakterze odbić światła)

W drugim przypadku lokalne występowanie cieni, skutkuje brakiem jakiejkolwiek informacji wejściowej, niezbędnej dla procesu rekonstrukcji 3D. Stąd istotne powiększenie liczby źródeł światła, a co za tym idzie – liczby obrazów 2D w zbiorze poddawanych akwizycji w zbiorze danych wejściowych, przyczynia się do zmniejszenia ryzyka wystąpienia takiego zdarzenia, w którym to – lokalnie, dla każdej z na bieżąco rozpatrywanej lokalizacji {\displaystyle (x,y)} na obrazach 2D wystąpił by przypadek niedookreśloności zadania wyznaczania wektora normalnego do powierzchni badanej. W praktyce, zastosowanie pseudoodwrotności Moore'a-Penrose’a domyślnie skutkuje stosowalnością nadokreśloności zadania wyznaczania wektora normalnego do powierzchni badanej w fotostereoskopii, choć jawne stwierdzenie tego faktu należy do rzadkości we współczesnych publikacjach.

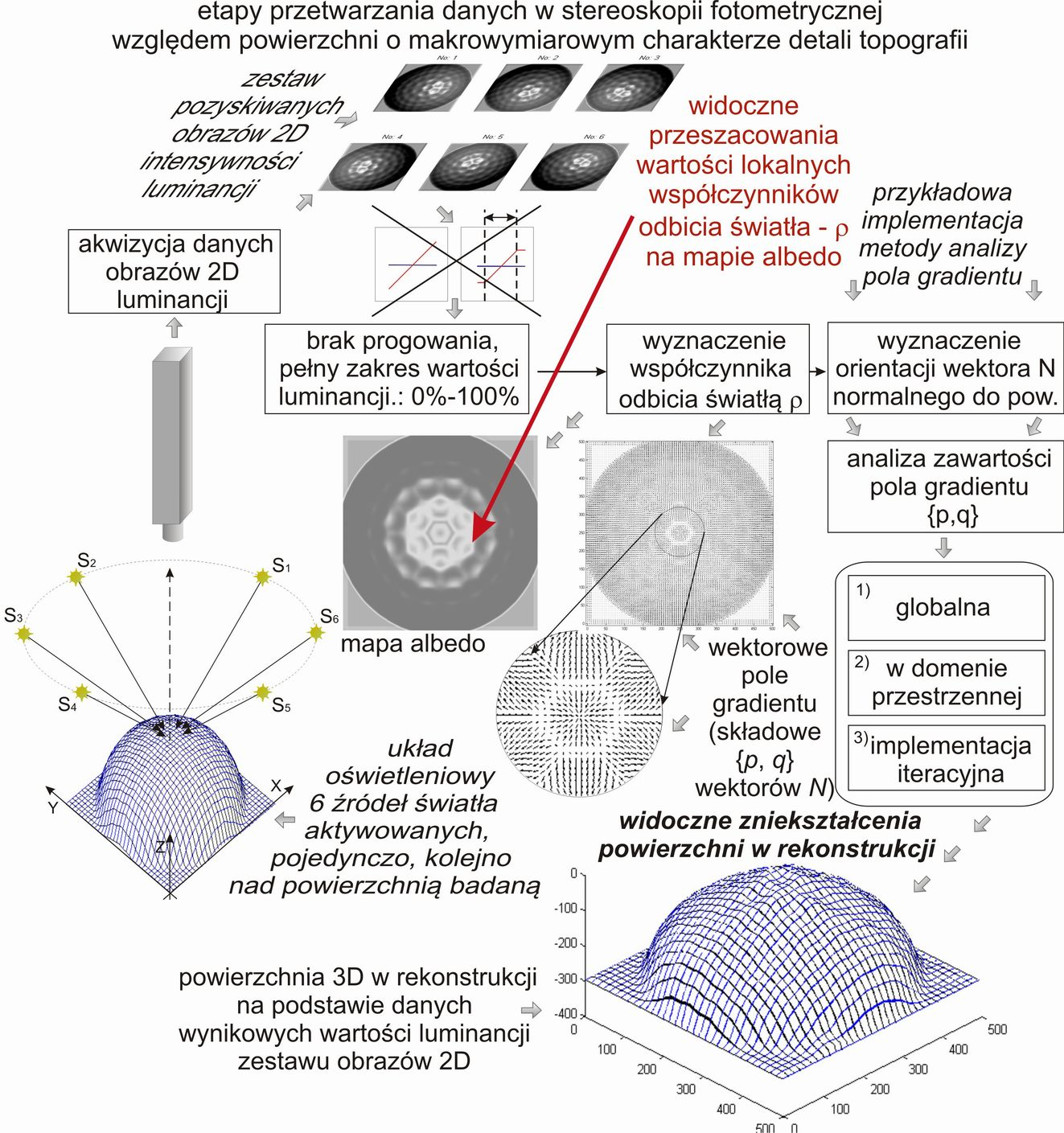
Poglądowe przedstawienie rezultatów rekonstrukcji 3D w stereoskopii fotometrycznej, przy nie uwzględnieniu wstępnego etapu wykluczania danych, objawiające się widocznymi zniekształceniami makro-nierówności (pół-czaszy o mieszanym połyskliwo-matowym charakterze odbić światła od powierzchni badanej)

Pierwotnie metoda fotostereoskopii została zaproponowana przez Woodhama w końcówce lat 70. oraz na początku lat 80. Do popularyzacji tej metody – fotostereoskopii, między innymi przyczynili się Berthold K.P. Horn oraz Katsushi Ikeuchi w realizacjach swoich badań nad praktycznym zastosowaniem fotostereoskopii w latach 80., w obrębie jednostki MIT – Massachusetts Institut of Technology.
Natomiast w następnych latach, dalszy kierunek badań Woodhama nad praktycznym zastosowaniem metody fotostereoskopii w rekonstrukcji powierzchni przedmiotów rzeczywistych obejmował głównie takie aspekty inżynierskie metody, jak: zastosowanie metod numerycznych w całkowaniu zawartości wektorowego pola gradientu, uzyskiwanego, jako forma pośrednia przedstawienia wynikowych danych w fotostereoskopii. Ponadto obejmował on również – zastosowanie trójki wartości intensywności luminancji na pozyskiwanych trzech obrazach 2D wynikowych intensywności luminancji – w indeksacji wcześniej stabelaryzowanych wartości {p, q} wynikowego pola gradientu, przy próbach rekonstrukcji powierzchni matowych, charakteryzujących się istotnym odstępstwem od prawa Lamberta – odbić matowych światła od powierzchni badanej. Należy również wspomnieć o kierunku badań prowadzonych przez Roberta J. Woodhama – zmierzającym do równoczesnego zarówno ujednoznacznienia wyznaczanych wartości lokalnie krzywizn rekonstruowanej powierzchni 3D, jak i zawartości wektorowego pola gradientu czy prób analiz w sposób analityczny odbić właściwych dla powierzchni o połyskliwym charakterze odbić światła, a modelowanych z zastosowaniem równania Phonga.
Z drugiej strony, niezależnie prowadzone badania Katsushi Ikeuchi – również nad zastosowaniem fotostereoskopii w rekonstrukcji niektórych przedmiotów rzeczywistych o istotnych odstępstwach odbić światła od odbić zgodnych prawem odbiciowym Lamberta – finalnie i pośrednio – znalazły swoje zastosowanie w analitycznie opisywanych i poświadczanych eksperymentalnie – próbach rekonstrukcji powierzchni przeźroczystych, czy też powierzchni matowych nieprzeźroczystych, jednakże przesłoniętych przeźroczystą warstwą materiału (np. szyby szklanej). Dla przykładu, były to próby wiarygodnej rekonstrukcji eksponatów w muzeach (rzeźby), a pozostających w zamknięciu w obrębie przeszklonych gablot wystawowych.
Zagadnienie rekonstrukcji 3D powierzchni obiektów przeźroczystych, lub obiektów półprzeźroczystych, bądź matowych, niemniej – obiektów – pozostających w zamknięciu przeszklonej szafy, lub gabloty wystawowej wymaga pewnego uzupełnienia podstawowego równania – modelującego matowych charakter odbić od powierzchni badanej – o dodatkowe człony, jak i dodatkowe czynności przygotowawcze i sprzętu optycznego, związanego z etapem akwizycji obrazów 2D intensywności luminancji.
W tym wypadku, najczęściej spotykane techniki i metodologie postępowania uwzględniają stosowanie analiz kąta skręcenia płaszczyzny polaryzacji światła w strumieniu światła odbitego od obiektu badań, lub w ogólności w strumieniu światła pochodzącego od scenerii poddawanej rekonstrukcji 3D. Jest to temat dość szczegółowych i specyficznych zastosowań, zasadniczo wykraczający poza zasięg omówień podstaw zastosowań fotostereoskopii, rozważanych w tym artykule.

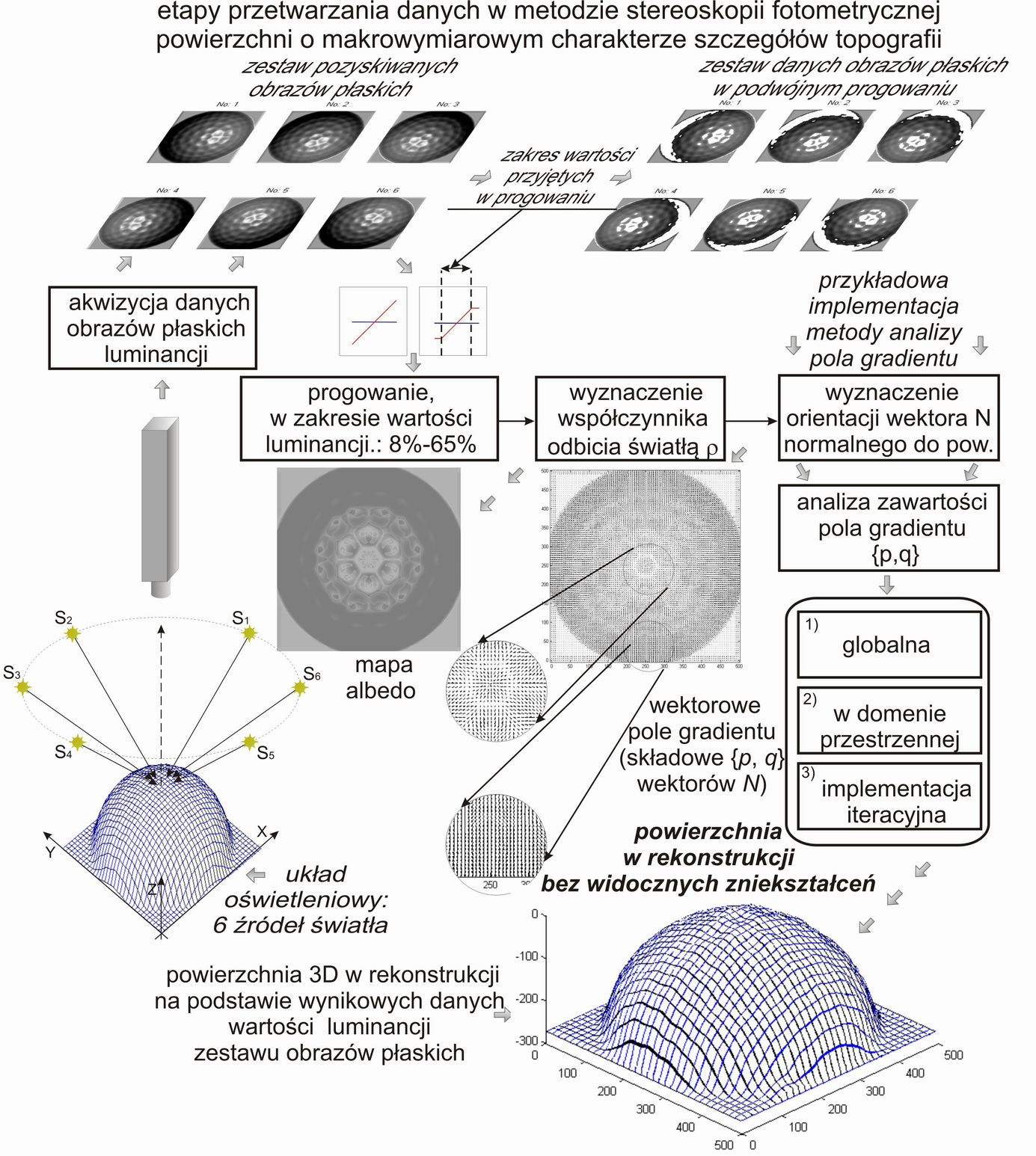
Poglądowe przedstawienie rezultatów rekonstrukcji 3D w stereoskopii fotometrycznej, wraz z uwzględnieniem wstępnego etapu wykluczania danych, objawiające się poprawnością rekonstrukcji 3D makro-nierówności (pół-czaszy o mieszanym połyskliwo-matowym charakterze odbić światła od powierzchni badanej)

Ponadto sam B.K.P. Horn jest również autorem metody, znanej jako SFS, którą to zgrubnie można przełożyć na terminologię j. polskiego, jako: metodę „Kształtu-z-Cieniowania” na podstawie wynikowych intensywności luminancji pojedynczego obrazu 2D (ang. Shape-from-Shading. Dotychczas, w nielicznych polskich tłumaczeniach, przekładana niezręcznie, jako metoda Analizy Cienia Strukturalnego – np. w pewnej monografii dot. przetwarzania obrazów 2D, opublikowanej przed laty na rynku polskim.

## Podstawowa metoda stereoskopii fotometrycznej

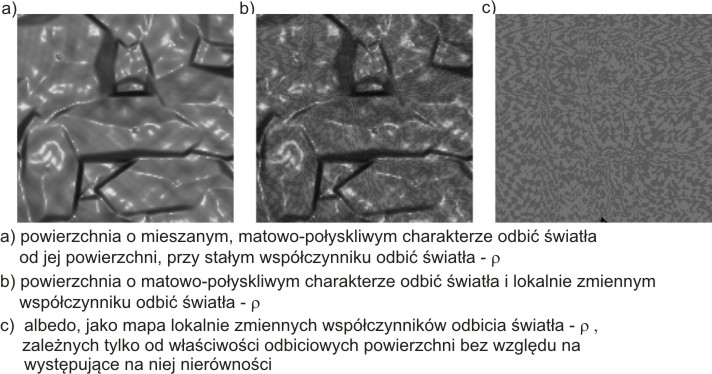
Poglądowe przedstawienia zagadnienia związanego z lokalnie uwarunkowanym, zmiennym współczynnikiem odbić matowych światła od badanej powierzchni 3D, w obecności (mieszanych) matowo-połyskliwych właściwości odbić światła od badanej powierzchni.

Przy założeniach klasycznej metody fotostereoskopii, zaproponowanej przez Woodhama – tj. Lambertowskim charakterze odbicia światła od powierzchni, ponadto przy punktowym źródle światła o znanych parametrach kierunkowych oraz jednolitym współczynniku matowego odbicia światła od powierzchni – zagadnienie wyznaczania pola wektorów normalnych do powierzchni badanej może być rozwiązane poprzez odwrócenie liniowego równania {\displaystyle [I]_{3x1}=[L]_{3x3}\cdot [N]_{3x1},} gdzie {\displaystyle [I]_{3x1}} jest znanym wektorem {\displaystyle 3} wynikowych wartości intensywności luminancji na obrazach 2D dla każdej z na bieżąco analizowanej lokalizacji {\displaystyle (x,y)} na tych obrazach, natomiast – {\displaystyle [N]_{3x1}} nieznanym, poszukiwanym wektorem normalnym do powierzchni badanej w obserwacjach fotostereometrycznych, natomiast {\displaystyle [L]_{3x3}} jest znaną macierzą parametrów kierunków zastosowanych źródeł światła.

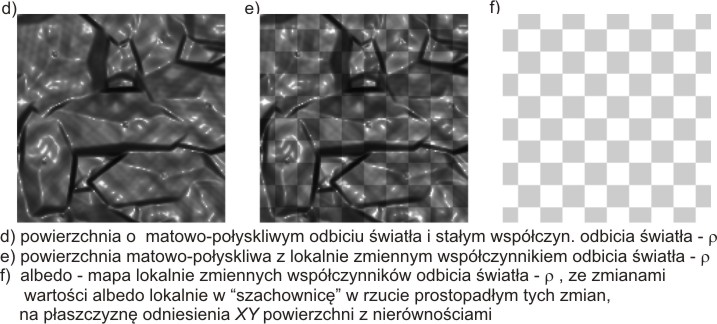
Poglądowe przedstawienie lokalnie uwarunkowanego, zmiennego przestrzennie – cyklicznie, we wzór szachownicy współczynnika odbić matowych światła od powierzchni badanej.

Powyższy model może być z łatwością rozszerzony na przypadki stosowalności w przypadku powierzchni 3D o nierównomiernym współczynniku matowych odbić światła, przy zachowaniu liniowości zagadnienia.

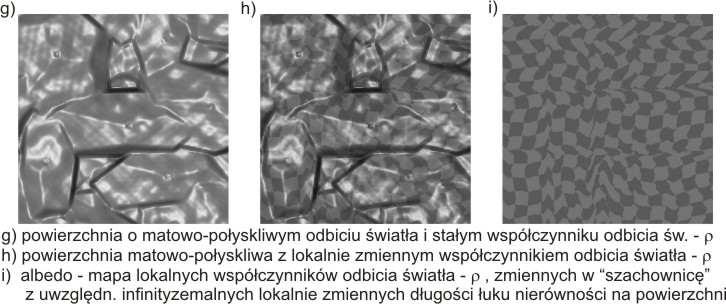
Poglądowe przedstawienie lokalnie uwarunkowanego, własnościami powierzchni badanej, zmiennego naprzemiennie współczynnika odbić matowych światła, określonego zgrubnie według narzuconego wzoru zmian szachownicy, jednakże stosownie do zmiennego lokalnie łuku nierówności występujących na badanej powierzchni 3D

Biorąc pod uwagę lokalnie zależny współczynnik odbicia światła od badanej powierzchni 3D (w ogólności tworzący mapę albedo – współczynników odbicia światła od powierzchni badanej) {\displaystyle \rho ,} zależność na intensywność strumienia światła odbitego od powierzchni badanej, jak i dodatkowo dowolną, jednak co najmniej równą 3 – liczbie {\displaystyle n} źródeł światła kierunkowego, układ liniowych równań przyjmuje następującą postać:
{\displaystyle [I]_{nx1}=\rho \cdot [L]_{nx3}\cdot [N]_{3x1}.}
Jeśli tylko macierz parametrów kierunkowych (normalizowanych wektorów kierunkowych w każdym z wierszy) {\displaystyle L} będzie kwadratowa (to znaczy zastosowano tylko trzy źródła światła) oraz {\displaystyle L} jest macierzą nieosobliwą (tzn. występują wzajemnie odmienne trzy kierunki światła rzutowanego na powierzchnię badaną), macierz powyższa może być odwrócona, dając następującą zależność powyższego równania liniowego:
{\displaystyle [I]_{3x1}=\rho \cdot [L]_{3x3}\cdot [N]_{3x1},}
{\displaystyle [L]_{3x3}^{-1}[I]_{3x1}=\rho \cdot [N]_{3x1}.}
Ponieważ długość unormowanego wektora normalnego do powierzchni wynosi 1, współczynnik odbić matowych światła od powierzchni badanej w modelowaniu jej właściwości odbicia światła – {\displaystyle \rho ,} który jest skalarem, jest możliwy do wyznaczenia. Mianowicie:
{\displaystyle \|[N]_{3x1}\|=1,}
gdzie sam wektor {\displaystyle [N]_{3x1}} wyrażony z pomocą składowych {\displaystyle p,q} wektorowego pola gradientu, przedstawia się następująco:
{\displaystyle [N]_{3x1}={\frac {[p;q;1]^{T}}{\sqrt {1+p^{2}+q^{2}}}},}
jest znormalizowaną długością tego wektora. Stąd, przy uznaniu faktu normalizacji wektora {\displaystyle [N]_{3x1},} czyli {\displaystyle \|[N]_{3x1}\|=1,} otrzymujemy:
{\displaystyle [I]_{3x1}=\rho \cdot [L]_{3x3}\cdot [N]_{3x1},przy:\|[N]_{3x1}\|=1,}
{\displaystyle \rho =\|[L^{-1}]_{3x3}\cdot [I]_{3x1}\|.}
Jeśli jednak macierz {\displaystyle L} nie będzie kwadratowa (to znaczy zastosowano więcej niż trzy źródła światła), stosuje się pewną generalizację w odwrotności tej macierzy, z zastosowaniem pseudoodwrotności Moore'a-Penrose’a, poprzez przemnożenie równania stronami przez {\displaystyle [L]_{nx3}^{T},} otrzymując tym samym:
{\displaystyle [L]_{3xn}^{T}\cdot [I]_{nx1}=[L]_{3xn}^{T}\cdot \rho \cdot [L]_{nx3}\cdot [N]_{3x1},}
{\displaystyle ([L]_{3xn}^{T}\cdot [L]_{nx3})_{3x3}^{-1}\cdot [L]_{3xn}^{T}\cdot [I]_{nx1}=\rho \cdot [N]_{3x1},}
{\displaystyle [L]_{3xn}^{+MR}=([L]_{3xn}^{T}[L]_{nx3})_{3x3}^{-1}\cdot [L]_{3xn}^{T},}
{\displaystyle [L]_{3xn}^{+MR}\cdot [I]_{nx1}=\rho \cdot [N]_{3x1}.}
W rezultacie, po zastosowaniu pseudoodwrotności Moore’a-Penrose’a zarówno wektor {\displaystyle N} normalny do badanej powierzchni 3D, jak i wartość lokalnie uwarunkowanego albedo {\displaystyle \rho } mogą być wyznaczone.
Analogicznie do etapu wyznaczania współczynnika odbić matowych światła {\displaystyle \rho ,} z przypadku klasycznego ujęcia fotostereoskopii, z zastosowaniem trzech źródeł światła, otrzymujemy:
{\displaystyle [I]_{nx1}=\rho \cdot [L]_{nx3}\cdot [N]_{3x1},przy:\|[N]_{3x1}\|=1,}
{\displaystyle \rho =\|[L]_{3xn}^{+MR}\cdot [I]_{nx1}\|.}
Pewnym uogólnieniem zastosowanej pseudoodwrotności Moore'a-Penrose’a macierzy {\displaystyle L} jest zastosowanie pseudoodwrotności opartej na rozkładzie osobliwym macierzy (ang. Singular Value Decomposition, w skrócie SVD).
{\displaystyle [U]_{nx3}\cdot [S]_{3x3}\cdot [V]_{3x3}=SVD_{DECOMPOSITION}([L]_{nx3}),}
{\displaystyle [L]_{3xn}^{+SVD}=[V]_{3x3}\cdot [S^{-1}]_{3x3}\cdot [U^{T}]_{3xn},}
{\displaystyle [L]_{3xn}^{+SVD}[I]_{nx1}=\rho \cdot [N]_{3x1}.}
Ostatecznie, analogicznie do etapów wyznaczania współczynnika odbić matowych światła {\displaystyle \rho ,} zarówno w przypadku klasycznego ujęcia fotostereoskopii (z zastosowaniem dokładnie trzech źródeł światła), jak i w przypadku generalizacji fotostereoskopii, polegającej na zastosowaniu pseudoodwrotności Moore'a-Penrose’a, w przypadku pseudoodwrotności opartej na rozkładzie osobliwym SVD, otrzymujemy:
{\displaystyle [I]_{nx1}=\rho \cdot [L]_{nx3}\cdot [N]_{3x1},przy:\|[N]_{3x1}\|=1,}
{\displaystyle \rho =\|[L]_{3xn}^{+SVD}\cdot [I]_{nx1}\|.}
W praktycznej implementacji powyższych odmian metod stereoskopii fotometrycznej, opartej w modelowaniu właściwości odbić światła badanej powierzchni 3D, w oparciu o podstawowy model Lambertowskich odbić matowych światła, określony prawem kosinusów:
{\displaystyle [I]_{3x1}=\rho \cdot [L]_{1x3}\cdot [N]_{3x1}=\rho \cdot \cos(\alpha )=\rho \cdot \cos({\overrightarrow {L}},{\overrightarrow {N}}),}
gdzie: {\displaystyle \alpha } – kąt zawarty pomiędzy {\displaystyle {\overrightarrow {L}}} oraz {\displaystyle {\overrightarrow {N}}.}
Powyższa podrzędna dwu-etapowość, wyznaczania najpierw skalarnej wielkości, jaką jest współczynnik {\displaystyle \rho ,} a następnie składowych {\displaystyle p,q} zawartości wektorowego pola gradientu, powoduje, że powyższe wielkości są ze sobą skorelowane. Nierzadko, w przybliżonym modelowaniu właściwości powierzchni o nieistotnych, choć wyraźnie zaznaczających się swoją obecnością – odstępstw właściwości odbić światła badanej powierzchni 3D, od ściśle matowego charakteru odbić światła, wartości lokalnie uwarunkowanych wartości współczynników {\displaystyle \rho ,} mogą być na przykład nieco zawyżone.
Dodatkowym rozwinięciem metody stereoskopii fotometrycznej, przedstawionej w publikacji, jest zastosowanie odmiany łatkowej fotostereoskopii (ang. Patchlet Photometric Stereo), gdzie wektor danych wejściowych {\displaystyle I} formowany jest podwektorów {\displaystyle I} intensywności dla kilku najbliższych lokalizacji w obszarze przesuwnego okna, względem centralnie ułożonej – na bieżąco rozważanej lokalizacji {\displaystyle (x,y)} wszystkich wynikowych intensywności obrazów 2D. Po pierwsze, pseudoodwrotność macierzy {\displaystyle L} w oparciu o rozkład osobliwy SVD przynosi znacznie lepsze wyniki w finalnej rekonstrukcji 3D powierzchni w fotostereoskopii. Po drugie zastosowanie łatkowej fotostereoskopii, przynosi lepsze rezultaty w pozyskiwaniu pola wektorów normalnych do powierzchni, będącej w obserwacji fotostereoskopowej, w obecności szumów, przekłamań w wynikowych wartościach intensywności luminancji zbioru pozyskiwanych obrazów 2D.

## Cechy, niedogodności fotostereoskopii, jako metody rekonstrukcji 3D, powierzchni rzeczywistych
Genialność reguły matematycznej wprowadzonej przez Woodhama, polegała głównie na:
- wprowadzeniu rachunku macierzowego w określaniu orientacji pola wektorów normalnych do powierzchni badanej, który to w teoretycznych założeniach, od tej pory pozwalał na uniezależnienie wyniku obliczeń od lokalnie zmiennego współczynnika odbicia światła {\displaystyle \rho ,}
- znaczącej poprawie uległa numeryczna stabilność procesu wyznaczania wektorowego pola gradientu (tożsamego w zawartych w nim danych – z nieco inną formą reprezentacji tych danych – w formie pola wektorów normalnych po powierzchni badanej); brak numerycznej stabilności był bowiem do tamtej pory, sprzed opublikowania algorytmu podstawowego fotostereoskopii przez Woodhama, zmorą metod „Shape-from-Shading”, jak i pokrewnych metod rekonstrukcji stosowanych w astronomii, np. w rekonstrukcji powierzchni astronomicznych ciał o powierzchniach w stałym stanie skupienia – fotoklinometrii[12],
- metoda fotostereoskopii narzuciła obowiązkową dwu-etapowość postępowania,- najpierw bowiem wyznaczana jest w niej zawartość wektorowego pola gradientu (de facto znana jedynie, jako etap postępowania w nielicznych odmianach metod SFS), a dopiero w drugim i końcowym etapie postępowania – następuje globalne, a czasem lokalne całkowanie zawartości wektorowego pola gradientu – skutkującego otrzymaniem – zrekonstruowanej powierzchni 3D,
- po niewielkich modyfikacjach, metoda oryginalnie zastosowana przez R.J. Woodhama, pozwala na znaczne poszerzenie zbioru źródeł kierunkowo rzutowanego światła, biorącego udział w kolejnych krokach akwizycji kolejnych obrazów 2D wynikowych intensywności luminancji, a co za tym idzie, prowadzi – do zwiększenia numerycznej stabilności procesu rekonstrukcji 3D powierzchni badanej; ponadto – może prowadzić, wskutek wówczas występującej nadmiarowości danych pośród obrazów 2D – do kompensacji wystąpień dość niekorzystnych zjawisk towarzyszących podstawowemu charakterowi – modelowanego matematycznie matowego odbicia światła od powierzchni badanej.

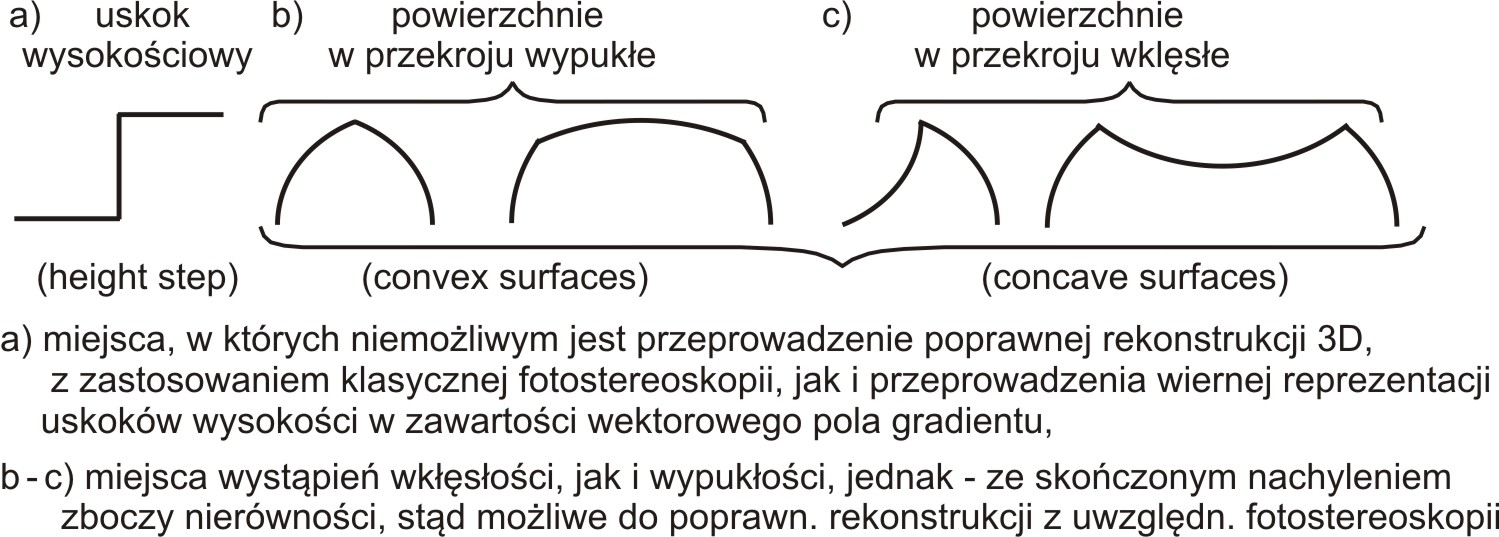
Poglądowe przedstawienie: a) uskoków wysokości, czyli nieciągłości klasy C1 (to znaczy, ze skokową zmianą wysokości na powierzchni 3D), b)nieciągłości powierzchni 3D w przekroju 2D klasy C2 (to znaczy, ze skokową zmianą trendu zmian wysokości na powierzchni 3D)

Natomiast podstawową niedogodnością metody fotostereoskopii, w jej klasycznym ujęciu, a zaproponowanym przez samego Woodhama, przed laty, jest:
- niemożliwość rekonstrukcji występujących na powierzchniach rzeczywistych uskoków wysokości, dosłownie określanych, jako: „height steps”, z racji faktu, że metoda fotostereoskopii, jest w rzeczy samej – odmianą metody monoskopowej obserwacji powierzchni; innymi słowy – fotostereoskopia wykorzystuje jeden, niezmienny w czasie akwizycji punkt i kierunek obserwacji powierzchni badanej,
- nawet, gdyby powyższa niedogodność, z punktu a) została przezwyciężona – sama reprezentacja wektorowego pola gradientu – podlegającego finalnemu całkowaniu[13] – z samej swojej definicji – nie pozwala na przechowywanie informacji, co do potencjalnych wystąpień, lokalizacji, jak i wysokości uskoków wysokości[14],
- należy jednak zaznaczyć, że jedna z nielicznych metod uzupełniających proces rekonstrukcji 3D powierzchni badanych z zastosowaniem fotostereoskopii, mianowicie – metoda rekonstrukcji na podstawie rozkładu cieni rzutowanych zawartych w zbiorze obrazów 2D, pozwala do pewnego stopnia na przezwyciężenie i tej, dość istotnej niedogodności[15].

Istotnym zagadnieniem w procesie wyznaczania pola wektorów normalnych do badanej powierzchni 3D, jest wpływ poszczególnych etapów akwizycji/przetwarzania danych zbioru obrazów 2D w stereoskopii fotometrycznej na wierność odwzorowywania rekonstruowanej powierzchni.

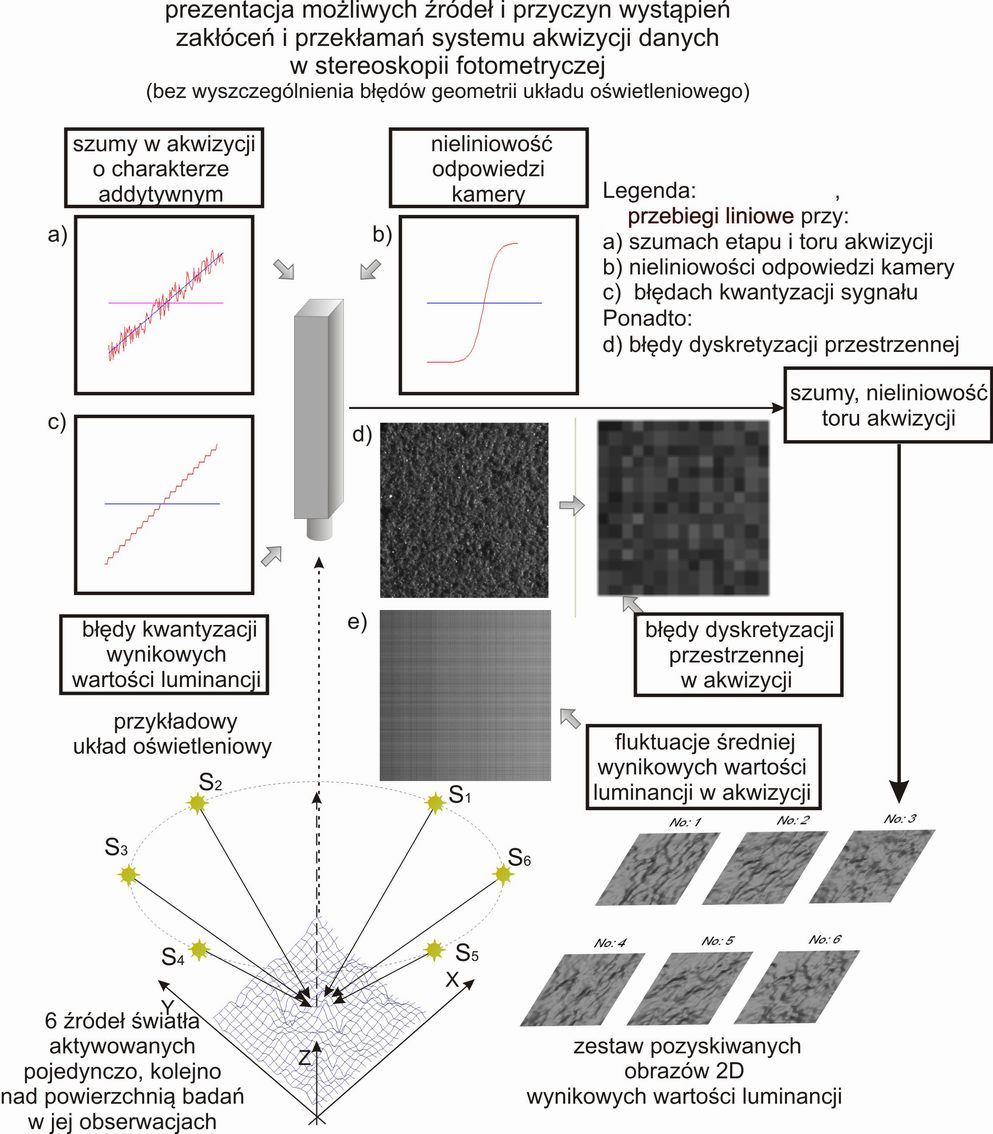
Poglądowe przedstawienie możliwych wystąpień źródeł i przyczyn błędów w akwizycji i przetwarzaniu danych w stereoskopii fotometrycznej

W szczególności, do jednych z najważniejszych zagadnień w ocenie błędów rekonstrukcji 3D powierzchni będącej w obserwacji z zastosowaniem stereoskopii fotometrycznej jest określenie stopnia niespójności zawartości wektorowego pola gradientu.

## Fotostereoskopia, a stereoskopia klasyczna
Klasyczna metoda stereoskopii wykorzystuje co najmniej dwa punkty obserwacji, w pewnym istotnym ich geometrycznym rozstępie, przy zazwyczaj statycznym niezmiennym oświetleniu badanej powierzchni. Stąd, występowanie uskoków wysokości na badanej powierzchni 3D pozostającej w stereoskopowej obserwacji, nie stanowi aż tak dużego problemu dla metody klasycznej stereoskopii, jak w stereoskopii fotometrycznej.

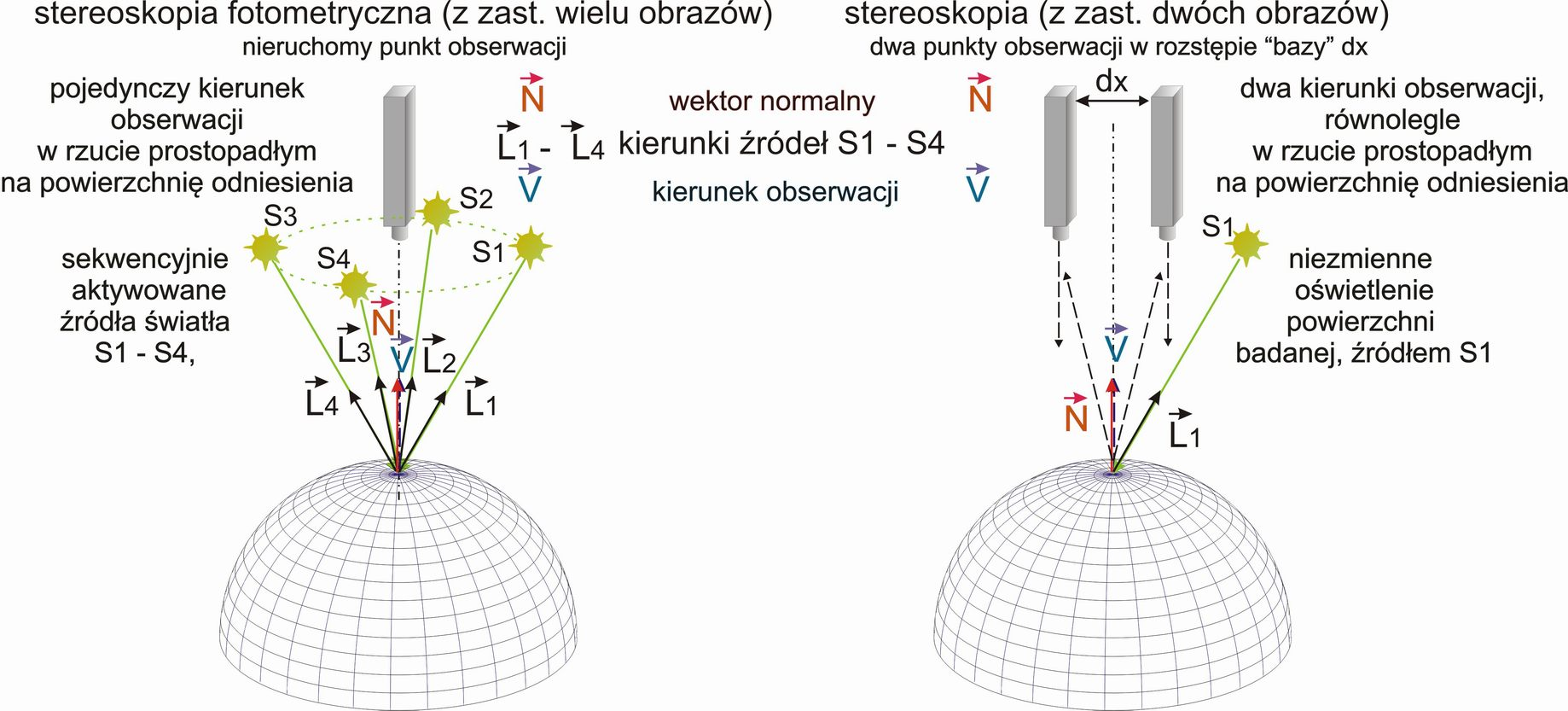
Geometria punktu obserwacji oraz punktów obserwacji, w zastosowaniu odpowiednio metod monoskopowych, jak i metod stereoskopii

Celem klasycznej metody fotostereoskopii jest wnioskowanie o zarysie 3D czy kształcie rekonstruowanej powierzchni na podstawie tzw. informacji o dysparycji obrazów. Tutaj dysparycja zazwyczaj interpretowana jest, jako informacja niejawna, objawiająca się stosunkowo niewielkimi różnicami w wynikowych wartościach intensywności luminancji na dwóch obrazach 2D, a pozyskiwanych w wyniku akwizycji danych, z dwóch odmiennych punktów obserwacji.
Tymczasem, w metodzie stereoskopii fotometrycznej, rekonstrukcja 3D powierzchni będącej w obserwacji następuje w wyniku rozwiązania deterministycznego układu równań, w którym to, kolumna wynikowych intensywności {\displaystyle I,} dla danego punktu powierzchni {\displaystyle (x,y)} w jej obserwacji, stanowi wektor danych wejściowych. Przy czym, zmiany wynikowych intensywności luminancji następują z obrazu na obraz 2D, w wyniku aktywacji kolejno i pojedynczo nad powierzchnią badaną, co najmniej trzech źródeł światła, o odmiennych kierunkach rzutowania promieni światła.
Stąd, reasumując, analiza dysparycji informacji zawartej w treści dwóch obrazów 2D w metodzie klasycznej stereoskopii została zastąpiona „analizą” zmian wynikowych intensywności luminancji, a wynikłych przy aktywacji kolejno i pojedynczo – kilku źródeł światła kierunkowego nad powierzchnią badaną.
Jest to w takim razie, pewna zgrubna odpowiedniość w rzeczy samej „analizy informacji o dysparycji” występującej w klasycznej stereoskopii, a tutaj w metodzie stereoskopii fotometrycznej, zastąpionej poszukiwaniem deterministycznego rozwiązania określonego, lub czasem – nadokreślonego układu równań. W tym układzie równań, danymi wejściowymi jest kolumna zestawionych intensywności na obrazach 2D, dla każdego z na bieżąco rozpatrywanego punktu {\displaystyle (x,y)} na obrazach 2D, natomiast sam wektor {\displaystyle N} normalny do powierzchni w każdym na bieżąco rozważanym punkcie {\displaystyle (x,y),} jest tą poszukiwaną niewiadomą.
Prostota deterministycznego układu równań, którego „odwrócenie” zezwala na (w teorii) jednoznaczne wyznaczenie pola wektorów normalnych do powierzchni badanej w jej obserwacji, domyślnie zakłada matowy charakter odbicia światła od badanej powierzchni 3D pozostającej w obserwacji. Ponadto założenie dotyczy ściśle matowego charakteru odbić światła od powierzchni badanej, modelowanego prawem kosinusów, albo też, inaczej nazywanym – prawem Lamberta odbić matowych światła.

## Główne kierunki generalizacji zastosowań fotostereoskopii
Od czasów epoki pionierskich badań, między innymi samego B.P.K. Horna, Roberta J. Woodhama czy Katsushi Ikeuchiego w latach 80., nad praktycznym zastosowaniem fotostereoskopii w rekonstrukcji 3D przedmiotów świata rzeczywistego, sam algorytm metody fotostereoskopii próbuje się poddać generalizacji, w poszerzeniu jej podstawowej formuły matematycznej do stosowalności w różnych przypadkach.
Po pierwsze, w jednym z najbardziej podstawowych aspektów prób generalizacji metody stereoskopii fotometrycznej są próby takiej rozbudowy algorytmiki, która pozwalałby na automatyczną detekcję parametrów kierunkowych rzutowanego światła.
Po drugie, podstawowy algorytm stereoskopii fotometrycznej, próbuje się rozszerzyć na przypadki, w których to mamy wprawdzie do czynienia z powierzchniami matowymi, lub powierzchniami o charakterze połyskliwo-matowym odbić światła, jednakże jednocześnie – o znaczącym odstępstwie od prawa Lamberta matowego odbicia światła.
Po trzecie, pierwotny etap identyfikacji i wykluczania tych wynikowych wartości luminancji w zbiorze danych obrazów 2D (to jest tych intensywności luminancji, które wystąpiły na skutek zaistniałych na powierzchni badanej odbić bezpośrednich), często jest zastępowany analizą i pozyskiwaniem informacji o polu wektorów normalnych również na podstawie analiz odbić bezpośrednich (ang. specular reflections).
Po czwarte, w analizach danych dotyczących rekonstrukcji 3D powierzchni o niezwykle złożonych właściwościach odbicia światła, niektórzy spośród autorów implementacji fotostereoskopii wprowadzają do swoich analiz – kontrolowany, zmienny kąt polaryzacji rzutowanego światła.
Po piąte, do rozważań nad nowymi rozwiązaniami algorytmicznymi w fotostereoskopii, w zakresie bardziej wiarygodnego pozyskiwania zawartości pola wektorów normalnych do powierzchni badanych, coraz częściej wykorzystuje się również informację o chrominancji, zazwyczaj, jako taką, także zawartą w danych pozyskiwanego zestawu obrazów 2D, prócz dotychczas wykorzystywanej – podstawowej informacji o intensywności luminancji. Przy czym zakres stosowanych rozszeszeń podstawowego algorytmu fotostereoskopii, jak i działań drugorzędnych – pomocniczych względem podstawowego zadania rekonstrukcji powierzchni 3D może być dość szeroki. W przypadku działań pomocniczych – informacja o chrominancji stosowana jest na przykład w dyskryminacji występowania cieni, z rozróżnieniem występujących lokalnie na powierzchni badanej typów cieni.
W przypadku bezpośredniego wykorzystania informacji o chrominancji w zadaniu rekonstrukcji 3D powierzchni badanej – otrzymujemy dla przykładu: multi-spektralną odmianę fotostereoskopii (ang. multispectral Photometric Stereo). Metoda multi-spektralna fotostereoskopii, według omówień autorów tej metody, jest szczególnie przydatna w bardziej wiarygodnym wyznaczaniu pola wektorów normalnych, względem deformowalnych powierzchni 3D, charakteryzujących się dodatkowo występowaniem skomplikowanych zagięć (materiałów tekstylnych), zmarszczek materiału, jak i tekstury (choć należy zaznaczyć jednocześnie, że określenie z j. ang. texture – w rozwinięciu polskiej terminologii technicznej określane jest bardziej, jako – struktura geometryczna powierzchni),
Po szóste, do współcześnie publikowanych rozszerzeń w rozważaniach nad fotostereoskopią należy również zaliczyć stosowanie fotostereoskopii z zagęszczanym polem wektorów normalnych do powierzchni badanej (ang: Dense Photometric Stereo). W fotostereoskopii z zagęszczanym polem wektorów normalnych wykorzystuje się wszelkiego rodzaju przesłanki i informacje natury statystycznej, w tym wiedzę aprioryczną o rekonstruowanej powierzchni, celem uzyskania finalnie zrekonstruowanej powierzchni 3D z większą zawartością detali, bądź z większą wyrazistością detali już występujących na powierzchniach rekonstruowanych z użyciem klasycznej fotostereoskopii.
Niemniej, najciekawszym rozwiązaniem algorytmicznym pośród pośrednich metod stereoskopii fotometrycznej, jak się wydaje, są analizy dwukierunkowej funkcji rozkładu natężenia w strumieniu światła odbitego od badanej powierzchni 3D (ang. Bidirectional Reflectance Distribution Function – BRDF), z jednoczesnym powiązaniem tych analiz z rozkładem podstawowego równania luminancji na składowe podrzędne, w oparciu o zestaw funkcji ortogonalnych – harmonik sferycznych (ang. spherical harmonics). W tym wypadku można mówić o zastosowaniach fotostereoskopii, a występującej jako jedynie etap podrzędny, na przykład w realizowanym nadrzędnym zadaniu analiz – jakości i wierności odwzorowywania obrazów 2D we wtórnym wirtualnym oświetleniu (ang. reillumination) powierzchni przedmiotu badanego, wraz z jednoczesną analizą funkcji BRDF – określającej w sposób przestrzenny anizotropię właściwości odbić światła.
Natomiast, pod względem modyfikacji zarówno samego schematu akwizycji danych zbioru obrazów 2D, jak i konsekwentnie – modyfikacji algorytmów przetwarzania tych danych w podstawowym algorytmie stereoskopii fotometrycznej, do jednej z najciekawszych należy zaliczyć pewną technikę, opartą na zmiennym, kontrolowanym gradiencie oświetlenia promieniami światła, rzutowanego na powierzchnię przedmiotu badań w jego obserwacji, z pobliskiego wyświetlacza LCD, lub w ogólności z analogicznego urządzenia rastrowego wyświetlania danych.
Stąd, oczywistym się staje, że wysiłki zmierzające do generalizacji metody fotostereoskopii, w jej stosowalności do różnych powierzchni, w tym również do różnych warunków akwizycji danych, dotyczą także nierzadkich prób zastosowań źródeł światła o niepunktowym charakterze. To znaczy są to źródła fizyczne zazwyczaj posiadające istotną rozciągłość geometryczną swoich aktywnych powierzchni radiacji.
Przykładowo, jest to sytuacja, w której to, w miejsce dotychczas stosowanej diody elektroluminescencyjnej LED (np. w oświetleniu wycinka powierzchni badanej o bokach kwadratu 25 na 25 mm, z odległości około 150 milimetrów), diody LED – o średnicy czaszy radiacji rzędu 1,5 milimetra, lub miniaturowej diody LED montażu powierzchniowego SMD, o rozmiarach rzędu ułamka milimetra, czasem próbuje się zastosować zwykłą żarówkę, lub nawet świetlówkę o znaczącej długości, albo też dwuwymiarowy, płaski panel wyświetlacza LCD. W tym wypadku nie ma mowy o zachowaniu punktowego charakteru źródła rzutowanego światła, choć w wielu przypadkach zachowany jest wyraźnie kierunkowy charakter rzutowanych promieni na powierzchnię badaną.
Obecny wysiłek intelektualny, od strony inwencji formuł matematycznych w zastosowaniach fotostereoskopii, jak i w podejściu metodologicznym, głównie w ustalaniu nowych schematów akwizycji danych oraz warunków oświetlenia powierzchni badanych w ich obserwacjach, sprowadza się do uwzględnienia obecności na istotnym poziomie cieni rzutowanych pośród nierówności powierzchni 3D, rozświetleń (czasem prześwietleń), albo też nierównomierności natężenia wiązki rzutowanych promieni światła w wycinku powierzchni badanej.
Ponadto rozważa się częstokroć w literaturze samo zagadnienie bliskości umiejscowienia punktowego źródła światła nad powierzchnią badaną, warunkujące w trakcie rekonstrukcji 3D występowanie istotnej nierównoległości wiązki promieni rzutowanych, z każdego źródła światła, aktywowanego kolejno i pojedynczo, nad powierzchnią w jej obserwacji. Jeszcze innym problemem, jak dotychczas, rozwiązanym, jak się wydaje (teoretycznie) na poziomie zadowalającym jest – perspektywiczne zniekształcenie obrazu powierzchni przedmiotu w jego obserwacji, wynikające:
- ze scenerii obserwacji,
- parametrów samej zastosowanej kamery.

Te ostatnie, to znaczy parametry zastosowywanej w fotostereoskopii kamery mogą być z powodzeniem poddawane identyfikacji, jak i niezbędnej zazwyczaj kalibracji, a przeprowadzanej przed zasadniczym etapem akwizycji zbioru obrazów 2D z użyciem jednego z dostępnych bezpłatnie pakietów programistycznych (toolboxów) kalibracji kamery.
Do istotnej klasy przedmiotów czy obiektów w ich obserwacjach z zastosowaniem metod fotostereoskopii i w konsekwentnie przeprowadzanych rekonstrukcjach 3D należą twarze ludzkie. Rozpoznawalne cechy charakterystyczne twarzy ludzkiej, określane są w pokrewnych dziedzinach postrzeganie komputerowe postrzegania komputerowego, między innymi poprzez wartości własne zarysu twarzy (ang. eigen-faces). Stąd, wyznaczanie wartości własnych zarysu twarzy mogą skutecznie wspomagać proces identyfikacji tej klasy obiektów.
Same wartości własne zarysu 3D twarzy ludzkich (ang. eigen-faces) są znane pośród algorytmiki identyfikacji znanej klasy obiektów w postrzeganiu komputerowym. W szczególności, odnośnie do identyfikacji klasy twarzy ludzkich, znane są one, jako dość stabilne i odporne na wszelkie zakłócenia i fluktuacje danych wejściowych – wyznaczniki, czy wręcz niezmienniki – określanych cech twarzy ludzkich. Stąd, stosowane one są mimo zmian pośród danych w pierwotnym zestawie pozyskiwanych obrazów 2D, a wynikających ze zmiennych warunków oświetlenia twarzy ludzkich, czy też zmiennej scenerii akwizycji danych.

## Wymogi stawiane implementacjom metod fotostereoskopii
Do rozważań stricte teoretycznych nad zastosowaniem klasycznego ujęcia metody fotostereoskopii w zadaniu rekonstrukcji 3D powierzchni przedmiotów w ich obserwacjach, a o dość umiarkowanym nachyleniu zboczy nierówności na tychże powierzchniach badanych, zazwyczaj wystarczająca jest podstawowa znajomość:
- wstępu do metod i pojęć działu algebry liniowej[31],
- teorii pola wektorowego, jak i ponadto:
- sposobów reprezentacji pól wektorów normalnych do powierzchni badanych,
- sposobów jednoczesnej reprezentacji tych danych, jako wektorowych pól gradientu,
- praw rządzących zjawiskiem elektroluminescencji współcześnie stosowanych elektronicznych źródeł światła,
- podstaw cyfrowej reprezentacji danych wynikowych intensywności luminancji obrazów 2D.

Niemniej, powierzchnie rzeczywiste poddawane współcześnie procesom rekonstrukcji 3D, z udziałem między innymi fotostereoskopii, częstokroć wymagają, od współczesnego programisty, twórcy implementacji, nierzadko twórcy nowej odmiany tej metody rekonstrukcji 3D:
- zastosowania probabilistycznych metod z udziałem wiedzy a priori, odnoszących się tak do geometrii nierówności na powierzchni badanej, jak i -do pewnego stopnia – do właściwości szeregu zjawisk towarzyszących odbiciom światła od powierzchni badanej, uwzględniając pomiędzy innymi – analizę z użyciem pól losowych Markova (ang. Random Markov Field – RMF), czy Metodę Największej Wiarygodności (ang. Expectation Maximization Method)[32],
- zastosowania teorii grafów skierowanych, w analizach rozkładu cieni rzutowanych przez same nierówności o lokalnie dominującym wysokościowo charakterze na sąsiadujące z nimi pozostałe nierówności tej powierzchni[33],
- zastosowania złożonej wiedzy apriorycznej dotyczącej charakteru odbicia i rozpraszania światła na powierzchni badanej,
- zaawansowanej wiedzy dotyczącej zarówno działu algebry liniowej, jak i metod numerycznych, w tym rozwiązywania równań różniczkowych pierwszego stopnia, drugiego rzędu[34],
- modelowania systemów wykazujących się istotną nieliniowością, czy też:
- znajomością zagadnień powiązanych ze złożonością modelowania własności odbicia światła od rzeczywistych powierzchni, a poddawanych próbom rekonstrukcji z zastosowaniem fotostereoskopii,
- znajomością zagadnień pokrewnych, związanych z częściową przezroczystością ośrodków, nadto: polaryzacją światła rzutowanego i odbijanego od materiałów metalicznych, jak i dielektrycznych, czy też czasem:
- znajomością budowy specjalizowanych układów czasu rzeczywistego, służących w bieżącej akwizycji i przetwarzaniu danych obrazów 2D[35], w rekonstrukcji 3D z zastosowaniem metod fotostereoskopii.

Skąpe zasoby materiałów publikacyjnych, zarówno ukazujących się w j. polskim, jak i często w j. angielskim, również w rzeczy samej na samym rynku polskim, spowodowało sytuację, w której większość metod określanych w ich generalizacji – angielskim mianem: „Photometric Stereo” nie doczekało się w sumie:
- określenia właściwej terminologii na gruncie języka polskiego,
- wzmożonego zainteresowania tą grupą metod algorytmicznych, które jako podgrupa metod bezstykowych, jak i bezinwazyjnych, jak i w sumie metod zdalnych badań powierzchni 3D, stanowią obecnie dość istotny odsetek opracowań publikacyjnych, naukowych, czy chociażby opracowań aplikacyjnych na Zachodnich Uczelniach, w zakresie tak postrzegania komputerowego, jak i jednocześnie w zakresie samej algorytmiki.

Inną, odrębną kwestię stanowi:
- język programowania, stosowany w implementacjach metod fotostereoskopii (zazwyczaj, dotychczas był to język C[36], a nieco rzadziej Pascal[37]),
- platforma sprzętowo-systemowa w implementacjach metod fotostereoskopii (np. systemy pokrewne względem Unixa[38] i Linuxa[39]),
- niedostępność niektórych spośród czasem stosowanych do niedawna formatów plików graficznych[40] (również występujących unikatowo, w swoim formacie pliku graficznego, bo uwarunkowanych implementacjami wyłącznie na platformach Unix czy Linux).

W takim razie, za dobrą monetę należy przyjąć inicjatywy poszczególnych ośrodków akademickich, zmierzające np. do upubliczniania, na zasadach np. licencji Open Source, albo też Licencji BSD firmy Mathworks – samych kodów implementacji metod fotostereoskopii, w różnych ich odmianach, a stworzonych w popularnych akademickich środowiskach obliczeniowych, typu Maple, lub Matlab.

## Przykładowe praktyczne zastosowania fotostereoskopii
Podstawowy schemat blokowy przetwarzania danych w odmianach metody stereoskopii fotometrycznej, zakłada teoretyczną niezależność ilościowo-jakościową, jak i samą rozłączność pod-etapu wyznaczania {\displaystyle \rho } – współczynnika odbić matowych światła od badanej powierzchni 3D, od pod-etapu wyznaczania topografii samej badanej powierzchni 3D (a w zasadzie – od zawartości wektorowego pola gradientu {\displaystyle p,q,} które to po scałkowaniu, daje w rezultacie zrekonstruowaną powierzchnię 3D).
Jest to szczególna zaleta fotostereoskopii, wyróżniająca ją w tych przypadkach, gdy mamy do czynienia z przedmiotami charakteryzującymi się lokalnie uwarunkowanym i zmiennym współczynnikiem odbić matowych światła {\displaystyle \rho .}
Wskutek tego, fotostereoskopia zazwyczaj doskonale spełnia różne wymogi, stawiane metodom bezstykowym, bądź nieinwazyjnym, gdy zachodzi potrzeba oceny stanu powierzchni określonej klasy obiektów, bądź na przykład w zautomatyzowanych systemach wizyjnych – wykrywania wad i uszkodzeń mechanicznych elementów, w oparciu o badanie topografii rekonstruowanych powierzchni 3D, w obliczu jednocześnie istotnie zmiennego i lokalnie uwarunkowanego właściwościami optycznymi materiału – współczynnika odbić matowych światła {\displaystyle \rho .}
Obecnie, można wyróżnić następujące przykłady zaadaptowania metod fotostereoskopii:
- ocena stanu powierzchni czynnej narzędzi ściernych[45],
- w tym w szczególności, opracowana koncepcja wizualnej inspekcji oraz fotostereoskopowego systemu rozróżniania obszarów powierzchni czynnej narzędzia ściernego, zamontowanego bezpośrednio na szlifierce, na trzy zasadnicze obszary: a) na obszary powierzchni ściernicy charakteryzujące się starciem wierzchołków ziaren – w wyniku obróbki ścieraniem materiałów obrabianych w szlifowaniu, b) na obszary ściernicy zalepione resztkami obróbki ściernej w przestrzeniach międzyziarnowych, oraz c) na obszary na powierzchni ściernicy, jak dotąd – w ogóle jeszcze nie zużyte, ani w wyniku starć wierzchołków ziaren ściernych, ani w wyniku zalepień przestrzeni międzyziarnowych[46],
- system zautomatyzowanej detekcji wad elementów (płytek ceramicznych) w zautomatyzowanym cyklu produkcyjnym[47],
- jak również, częściowo tych samych autorów – zautomatyzowane systemy inspekcji wizualnej powierzchni metalicznych[48],
- system oceny stanu powierzchni charakteryzujących się połyskliwością i matowością odbić światła zarazem, np. walcowanych arkuszy wykonanych ze stali[49].